# Kenbet
Un kenbet (qnb.t), en el Antiguo Egipto, era un tribunal de justicia local.
Aunque existen evidencias de kenbets desde la Dinastía XI, cuando más se desarrollaron fue durante el período del Imperio Nuevo, los kenbets locales estaban formados por consejos de ancianos encargados de dictaminar sobre pequeñas reclamaciones y disputas menores. En casos muy importantes, se sentaba el Gran kenbet, presidido por el chaty, o incluso por el faraón (por ejemplo, por el saqueo de una tumba real, por robo cometido por personas de alto rango o en sesiones especiales ante la Conspiración del harén de Ramsés III).
El sistema de kenbets declinó a partir de la Dinastía XX. Entonces se impusieron los sistemas oraculares como el método principal de resolver disputas y determinar si un acusado era culpable o inocente.

## Kenbet local
Estos kenbets locales no eran tribunales permanentes, sino que reunían a los notables más importantes de la comunidad en función de los casos a tratar. Podían ser jefes de aldea o de distrito, diversos oficiales y escribas, indispensables para tomar las notas necesarias.
Estos casos incluían litigios menores, transacciones o testamentos que debían registrarse, incumplimientos de contratos (por ejemplo, préstamos de objetos o dinero, alquiler de animales), disputas sobre la demarcación de un campo, etc.
Además de estos asuntos civiles o comerciales, el kenbet debía pronunciarse sobre asuntos penales, generalmente pequeños hurtos.
Florence Maruéjol explica así el funcionamiento de estos kenbets: 
"Una vez presentada la denuncia, en forma escrita u oral, el tribunal se reunía, a veces en la puerta de un gran templo, para escuchar a las dos partes después de que hubiesen jurado decir la verdad, citar a los testigos y llevar a cabo las investigaciones que se considerasen necesarias. Cada cuatro meses, el kenbet enviaba un informe de sus actividades al chaty.

## Gran kenbet
Durante el Imperio Nuevo, existieron dos Gran kenbets, uno en cada capital, Tebas y en Heliópolis presididos por los chatys respectivos, en su papel jurídico como parte de sus amplias funciones. Además de tratar con los grandes delitos, cada Gran kenbet también servía como tribunal superior para los kenbets menores de los respectivos territorios del norte y del sur.